# Franz Staudegger
Franz Staudegger (12 de febrer de 1923 – 16 de març de 1991) va ser un SS-Oberscharführer a les Waffen-SS, condecorat amb la Creu de Cavaller de la Creu de Ferro.
Com a Unterscharführer, Franz Staudegger va ser el primer comandant de Tiger membre de la Leibstandarte SS Adolf Hitler en ser condecorat amb la Creu de Cavaller.
El 7 de juliol de 1943, un únic Tiger, comandat pel SS Oberscharführer Franz Staudegger, atacà un grup d'uns 50 T-34 soviètics a Psiolknee, al sector sud de la batalla de Kursk. Staudegger usà tota la seva munició, destruint 22 tancs soviètics, mentre que la resta es retiraven. Per aquesta fita va ser condecorat amb la Creu de Cavaller.
Staudegger acabà la guerra al Schwere SS-Panzer-Abteilung 101, participant en la campanya de Normandia el 1944, servint a les ordres de Michael Wittmann; i al desembre participà en l'ofensiva de les Ardenes.

## Condecoracions
- Creu de Cavaller de la Creu de Ferro
- Creu de Ferro de 1a classe
- Creu de Ferro de 2a classe
- Insígnia de Combat de Tancs
- Medalla de la Campanya d'Hivern a l'Est 1941/42